# HD 15524
HD 15524，又名BD+24 358，SAO 75407、HR 728，是一颗恒星，视星等为5.92，位于銀經149.62，銀緯-32.45，其B1900.0坐标为赤經2h 24m 47s，赤緯+24° -32.45′ 31″。